# National Waterfront Museum
National Waterfront Museum, zkráceně též NWMS (velšsky Amgueddfa Genedlaethol y Glannau) je muzeum nacházející se ve městě Swansea v jižním Walesu ve Spojeném království, jedno z devíti národních muzeí ve Walesu. Otevřeno bylo v roce 2005.
Skládá se převážně z nových břidlicových a skleněných objektů integrovaných se starým špýcharem zapsaným ve druhé třídě seznamu listed building (dříve se zde nacházelo průmyslové a námořní muzeum). Muzeum se zabývá historií průmyslové revoluce a inovací v tomto oboru a kombinuje historické artefakty s moderními technologiemi, jako jsou například interaktivní dotykové obrazovky a multimediální prezentační systémy.
Nové budovy jsou navrženy architektonickými společnostmi Wilkinson Eyre Architects a Land Design Studio a jako projektoví manažeři zde pracovali zaměstnanci společnosti Davis Langdon.

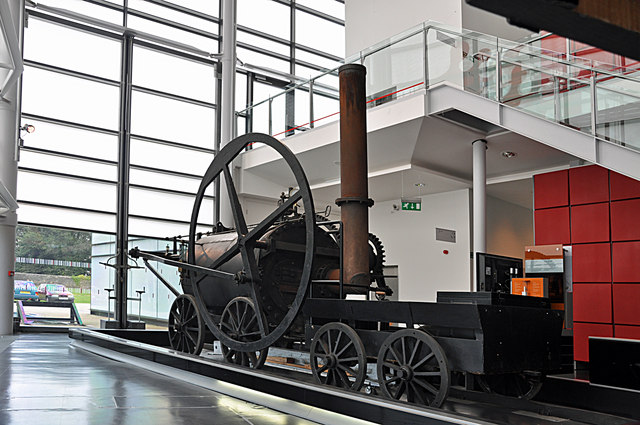
Replika parní lokomotivy Richarda Trevithicka